# Eleve
Als Eleve [e'le:və] oder Elevin werden nicht nur die Schüler an Schauspiel- und Ballettschulen oder der Spanischen Hofreitschule bezeichnet, sondern auch angehende Fechtmeister (VdF) sowie angehende Land- und Forstwirte während ihrer praktischen Ausbildung. Früher war das Wort ein allgemein verwendetes Synonym zu Schüler. Eleven hießen angehende Offiziere an militärischen Ausbildungseinrichtungen des 18. und 19. Jahrhunderts, so an der kurfürstlichen Militärakademie in München oder an der Königlichen Ingenieurakademie der preußischen Armee in Potsdam. „Bergeleve“ war eine Bezeichnung für einen angehenden Bergbeamten während des praktischen Teils seiner Ausbildung.

## Gebrauch
Das Wort gehört zur Fachsprache künstlerischer Berufe. Wer einen Lehrling oder Schüler als Eleven bezeichnet, wertet die Fertigkeit, die dieser erlernt, als Kunst.
Bis in die 1930er Jahre wurden auch Lernende im praktischen Teil ihrer (meist akademischen) landwirtschaftlichen Ausbildung als „Gutseleven“ bezeichnet.

## Herkunft und Begriffsgeschichte
Das französische Wort élève bedeutet „Schüler, Schülerin“ und leitet sich vom Verb élever her, welches „emporheben“ bedeutet: jemanden auf ein höheres Niveau des Wissens und Könnens heben. Der deutsche Ausdruck Zögling ist seit dem 18. Jahrhundert gebräuchlich und bezeichnete zunächst nur Land- und Forstwirtschaftsgehilfen in der Ausbildung. Dabei wird auf das Verb ziehen im Sinne von erziehen Bezug genommen. Zunächst wurden Zögling und Eleve gleichwertig verwendet. Später benutzte man Zögling im Deutschen hauptsächlich für Absolventen von Schulen mit militärischer Ausrichtung sowie für Jugendliche in Heimen und Internaten. Gängig sind die Begriffe Anstalts-, Fürsorge- und Heimzögling.
Auf Dänisch, Norwegisch und Schwedisch bedeutet elev (Pl. elever) bis heute ganz allgemein „Schüler“.

## Beispiel
„Der Eleve, der von der Schauspielschule kommt, ist bei den Schauspielern meistens eine lächerliche oder verachtete Figur.“